# ريد هولواي
ريد هولواي (بالإنجليزية: Red Holloway)‏ هو عازف ساكسفون وعازف جاز ومغني أمريكي، ولد في 31 مايو 1927 في Helena, Arkansas ‏ في الولايات المتحدة، وتوفي في 25 فبراير 2012 في مورو باي في الولايات المتحدة بسبب سكتة.

## وصلات خارجية
- ريد هولواي على موقع IMDb (الإنجليزية)
- ريد هولواي على موقع ميوزك برينز (الإنجليزية)
- ريد هولواي على موقع أول ميوزيك (الإنجليزية)
- ريد هولواي على موقع ديسكوغز (الإنجليزية)